# Jidźindźing
Raztezanje kit ali Jidźindźing (poenostavljeno kitajsko: 易筋经; tradicionalno kitajsko: 易筋經; pinjin: Yìjīnjīng; Wade–Giles: I Chin Ching; dob.: 'Raztezanje mišic/kit') je vrsta čigunga, ki  je sestavljen iz zaporedja gibov, ki ji koordiniramo  z dihalnimi vajami in koncentracijo uma.  V kitajščini ji pomeni spremembo,  dźin pomeni "kite", dźing pa "metodo". Gre za precej intenzivno vadbo, katere namen je okrepiti mišice in kite in tako okrepiti moč in gibljivost, hitrost, življenjsko moč, hitrost in koordinacijo telesa.

## Zgodovina
Čas nastanka vaj jidźindźinga je zavit v temo. Po legendi naj bi ga ustvaril menih Bodhidharma, ki je deloval v šaolinskem templju. Vadba teh vaj naj bi šaolinskim menihom dajala potrebno moč za vadbo šaolinskih borilnih veščin.
Klasično delo o jidźindźingu vsebuje predgovor, ki ga nekateri pripisujejo vojskovodji Li Đingu iz leta 628,  nekateri pa menijo, da ga je napisal vojskovodja Nju Gao, ki je služil pri slavnem generalu Jue Feju. Ravno domnevni Li Dźingov predgovor je lahko vzrok za iskanje povezav z Bodhidharmo. Toda domnevni »Li Dźingov« predgovor vsebuje omembo junaka Ćjužankeja, pravljičnega lika iz pripovedi, ki jo je napisal šele Du Gvangting (850-933). Zaradi takih nejasnosti so mnenja o času nastanka jidźindźinga precej deljena. Lin Bojuan uveljavitev vadbe jidźindźinga pripisuje celo daoističnemu svečeniku, ki mu je bilo ime Dzining, in ki je pisal v letu 1624. Po drugi strani lahko neposredne dokaze o obstoju jiđinđinga sledimo le do leta 1827, pri čemer v starih šaolinskih besedilih izpred 19. stoletja ni najti nobene omembe o Bodhidharmi. Primerjalno gledano naj bi iz jidźindźinga nastali vsaj dve vrsti čigunga: Osemnajst Luohanovih rok in Badvandźin. Toda delo Daoši iz okrog leta 1150 že opisuje arhaične oblike badvanđina.

## Vadba jidźindźinga
Jidźindźing je imel prvotno verjetno več posameznih vaj, danes pa se jih običajno vadi dvanajst. Obstaja preprostejša oblika vaje, pri kateri uporabljamo le različne položaje rok in stisknanje pesti (Damojeva oziroma Bodhidharmina oblika vajdana, preprostejša oblika vaje, pri kateri uporabljamo različne položaje rok in odprte dlani, ter obliko vaje, ki uporablja gibe celotnega telesa in naj bi bila po času nastanka najmlajša. V javnosti je bolje poznana predvsem tretja oblika. Med izvajanjem jidźindźinga s celotnim telesom med različnimi šolami obstajajo manjše razlike.
Po teoriji naj bi vadba jiđinđinga pomagala umiriti um in sicer tako, da ga prisilimo k temu, da sledi zaporedju gibov. Tekom vaje jezik držimo tako, da s se s konico jezika dotikamo ustnega neba. Vadba krepi mišice in kite, vendar lahko v nekaterih primerih povzroči tudi preveliko okrepitev določenih mišic in posledično izgubljanje qija.